# Apollo 12
Apollo 12 was de tweede missie van het Apolloprogramma waarbij op de maan werd geland. De lancering vond plaats op 14 november 1969. De bemanning bestond uit Pete Conrad (commandant), Alan Bean (piloot maanlander) en Richard Gordon (piloot commandomodule).

## Verloop
Door onweer ten tijde van de lancering verloor de bemanning van Apollo 12 tweemaal het radiocontact met de vluchtleiding. De eerste onderbreking was tijdens het doorbreken van de wolken, er was toen een contactonderbreking van 37 seconden. De tweede was door een bliksemschicht die insloeg, hierdoor werd het contact voor 52 seconden verloren.
Nadat het contact met de vluchtleiding in Houston weer hersteld was, rapporteerden de astronauten dat hun gehele computer oplichtte door gelijktijdige alarmmeldingen. In Houston kregen de ingenieurs die de toestand van de raket en de computersystemen in de gaten hielden stilaan data op hun schermen. De toen 24 jaar jonge ingenieur John Aaron merkte bij de instromende data een patroon op dat hij bij grondtesten al eerder had gezien. Hierop raadde Aaron de Capcom Gerald Carr aan dat de crew de SCE-switch naar de auxiliarystand moest zetten. Hierop sprak Carr de tot op vandaag bekende zin uit: "Apollo 12, Houston, try SCE to AUXILIARY". Lunarmodulepiloot Alan Bean wist waar deze knop zich bevond en met het omzetten naar de AUX-stand waren de problemen verholpen. Het feit dat de astronauten nog nooit zoveel waarschuwingslichten zagen op eenzelfde moment, zorgde gedurende de gehele vlucht naar de maan nog voor spottende opmerkingen.
Conrad: "I think we need to do a little more all-weather testing."
Carr: "A-men,"
Conrad: "That's one of the better sims, believe me."
Carr: "We've had a couple of cardiac arrests down here too, Pete."
Carr: "There wasn't any time for that up here,"
De rest van de vlucht verliep feilloos.
De maanlanding was gepland ten zuidoosten van krater Lansberg in Mare Insularum, waar twee en een half jaar eerder de onbemande sonde Surveyor 3 was geland. De maanlander kwam op een afstand van bijna 200 meter, dus loopafstand, van de sonde neer.
De twee astronauten die voet aan grond zetten op de maan, hebben daar twee maanwandelingen van bijna vier uur gemaakt en een seismometer geplaatst om maanbevingen te registreren. Ze hebben naast maanstenen ook delen van de Surveyor 3 meegenomen.
De afgestoten stijgtrap van de maanlander sloeg op 20 november in op het maanoppervlak.
Bij terugkeer op aarde werd de bemanning opgepikt door de USS Hornet. De capsule wordt tentoongesteld in het Virginia Air and Space Center te Hampton, Virginia.

## Landingsplaats
De landingsplaats van Apollo 12 is de westelijkste van alle zes bemande landingen van het Apolloprogramma. Apollo 12 landde, evenals Apollo 11, in een equatoriaal gebied, 3 graden ten zuiden van de maanequator, in tegenstelling tot Apollo 11 die op minder dan 1 graad ten noorden ervan landde. De landingsplaats van Apollo 12 ligt op ongeveer 100 kilometer ten zuidoosten van de geprononceerde en tevens telescoopvriendelijke krater Lansberg in Mare Insularum. In 1967 kwam op diezelfde landingsplaats de onbemande lander Surveyor 3 in een komvormige krater terecht die Surveyorkrater werd genoemd.
Van de zes Apollo-landingsplaatsen is deze van Apollo 12 de lastigste om op te sporen tijdens een kijkavond in een volkssterrenwacht. De gemakkelijkste landingsplaatsen zijn deze van Apollo 15 aan Rima Hadley en Apollo 17 in de Taurus-Littrow vallei.

### Sneeuwman
Surveyor 3 en maanlander Intrepid van Apollo 12 bevinden zich in een groepje komvormige kraters dat de Snowman werd genoemd vanwege  de vorm ervan, die doet denken aan een menselijke gestalte bestaande uit een bolvormige romp, bolvormige benen en een bolvormig hoofd. Men kan er, met wat verbeelding, ook een Bibendum in zien (het Michelinmannetje). De Surveyorkrater (de grootste krater van het groepje) is de romp van de sneeuwman, waarin Surveyor 3 landde. De LM van Apollo 12 landde iets ten noorden van het midden tussen het hoofd en de romp van de sneeuwman.
- De sneeuwman en de exacte landingsplaatsen van Surveyor 3 en LM Intrepid van Apollo 12 zijn goed te zien op de hoge-resolutiefoto's afkomstig van de Lunar Reconnaissance Orbiter (LRO), waar tevens de sporen van beide astronauten (Conrad en Bean) op te zien zijn.
- De bijnamen van de kratertjes in de buurt van de landingsplaats, alfabetisch gerangschikt: Bench, Block, Bright Crater, Crescent, Dos, East, Halo, Head (hoofd van de sneeuwman), Left Foot (linkervoet van de sneeuwman), Middle Crescent, North, Right Foot (rechtervoet van de sneeuwman), Sharp-Apollo (zo genoemd om onderscheid te maken met de geprononceerde noordelijke krater Sharp nabij Sinus Iridum), Small, South Crater, Surveyor (de romp van de sneeuwman en tevens de landingsplaats van Surveyor 3), Tri Pt.

## De vierde ster

### De vierde ster in deMission PatchvanApollo 12
De oorspronkelijke maanlanderpiloot van Apollo 12 zou Clifton Curtis "C.C." Williams Jr. geweest zijn. Doordat deze astronaut omkwam bij een vliegtuigcrash moest hij worden vervangen door Alan L. Bean. De vierde ster in de Mission Patch van Apollo 12 verwijst naar het oorspronkelijke bemanningslid.

## Trans Lunar Coast (TLC)

### Wegzwevend paneel van kegelvormig gedeelte S-IVB-trap
Foto AS12-50-7326 toont een gedeelte van de aarde met een van de vier wegzwevende panelen van de S-IVB-trap (het kegelvormig deel ervan waar de maanlander in zat opgeborgen). In heel het arsenaal aan Apollofoto's is AS12-50-7326 de enige foto die zo'n wegzwevend paneel toont.
Zo'n paneel is waarschijnlijk de verklaring van een dubieuze waarneming van de bemanning van Apollo 11 in juli 1969. Gedurende hun tocht naar de maan zagen ze een onbekend object op enige afstand van hun eigen CSM-LM-combinatie. De algemene veronderstelling is dat ze een wegzwevend paneel zagen dat toebehoorde aan hun eigen S-IVB-trap.

## De tweede bemande landing op de maan

### Whoopie! Man, that may have been a small one for Neil, but that's a long one for me
Dat was meteen de toon die gezet werd door CDR Charles Conrad kort voor hij zijn eerste stap zette op het maanoppervlak. Toen zijn moonboot het maanoppervlak raakte zei hij: “Oooh, is that soft and queasy”. Apollo 12 was dan ook de minst formele van alle zes bemande maanlandingen. Deze missie stond bol van gebeurtenissen die niet voorzien waren, beginnend met een blikseminslag tijdens de lancering van de Saturn V te Cape Kennedy en eindigend met een 16 mm filmcamera die op het hoofd van LMP Alan Bean viel tijdens de splash-down van capsule Yankee Clipper.

### Gelande LMIntrepidstond eerder westnoordwest georiënteerd
Tijdens de landing van LM Intrepid werd gedurende de laatste seconden van de afdaling niet echt gelet op de westelijke oriëntering van de voorkant ervan. Daardoor keek de LM van Apollo 12 uit in westnoordwestelijke richting. Dit is goed te zien op de foto's waar LMP Alan Bean van de ladder afdaalt, genomen door CDR Charles Conrad die hem vanaf het maanoppervlak vanuit noordwestelijke richting fotografeerde. Tijdens het verlaten van de porch vangen Alan Beans linkerkant en helm zonlicht op. Zie foto's AS12-46-6727 en 6728.

### Moeilijkheden tijdens het opstellen van de vlag
Het opstellen van de vlag van de Verenigde Staten verliep niet zoals gepland. Op foto's is te zien dat de horizontale stang waaraan de vlag moest hangen niet in positie kon gehouden worden, waardoor de vlag geen fiere indruk gaf. Zie foto's AS12-46-6737, 6738, 6752, AS12-47-6953, 6954, 6955. Vlag met astronaut: AS12-47-6896 en 6897.

### De eerste zingende astronaut op de maan
In tegenstelling tot de eerder droge gesprekken van CDR Neil Armstrong en LMP Edwin Aldrin van Apollo 11, zorgde CDR Charles Conrad van Apollo 12 voor een vrij ludieke sfeer door af en toe wat te zingen. Hoewel het bij een neurieachtig “Dum-Dum-Da-Dum-Dum” bleef, klonk het in de oren van velen alsof hij in beschonken toestand op de maan liep. CDR Gene Cernan en LMP Harrison Schmitt van Apollo 17 (december 1972) sloten het Apolloprogramma af door eveneens te zingen op de maan, ditmaal waren het bekende liedjes met begrijpelijke teksten (o.a. “I was strolling on the moon one day, in the merry merry month of ... december”).

### Maanmuseum
Op het onderstel van maanlander Intrepid zou zich volgens de Amerikaanse kunstenaar Forrest "Frosty" Myers een piepklein maanmuseum moeten bevinden. Dit maanmuseum is een rechthoekig keramisch steentje ter grootte van 1,9 bij 1,3 centimeter. Op dit steentje werden zes eenvoudige kunstwerkjes (tekeningetjes) aangebracht, afkomstig van de kunstenaars John Chamberlain, Forrest Myers (de bedenker van het maanmuseum), David Novros, Claes Oldenburg, Robert Rauschenberg en Andy Warhol. Of het maanmuseum een werkelijk feit is, is onbekend.

### Playboyplaymates in de cuff checklists
In de checklists aan de polsen van de ruimtepakken van CDR Charles Conrad en LMP Alan Bean waren reeds voor de lancering op aarde enkele foto's toegevoegd van schaars geklede dames afkomstig uit het tijdschrift Playboy.
Hasselbladfoto AS12-48-7071 toont een closeup van CDR Charles Conrad met een foto van een schaars geklede dame in zijn cuff checklist.

### Geen televisiebeelden
Van de maanwandelingen van Apollo 12 bestaan geen of nauwelijks televisiebeelden, dit komt doordat maanlanderpiloot Alan Bean de televisiecamera tijdens het begin van de maanwandelingen toevallig op de zon richtte en onklaar maakte. Tijdens de voorafgaande oefeningen op aarde werd de televisiecamera vervangen door een houten blok, hetgeen resulteerde in het verkeerdelijk opstellen van de echte camera op het maanoppervlak. Een close-upfoto van de televisiecamera: AS12-46-6756.

### Caramelkleurige of chocoladekleurigeSurveyor 3
CDR Charles Conrad en LMP Alan Bean rapporteerden dat de door hen bezochte Surveyor 3 een opmerkelijke karamelachtige of chocoladeachtige kleur vertoonde en er ietwat stoffig uitzag. De zonnepanelen zagen er gitzwart uit. Het zou kunnen dat het stoffige voorkomen van Surveyor 3 toe te schrijven was aan Lunar Dust Levitation (LDL) of Lunar Dust Migration (LDM). Dit verschijnsel was ontdekt op foto's afkomstig van andere Surveyor-landers, genomen kort voor zonsopkomst en kort na zonsondergang. Boven de horizon waar de onzichtbare zon zich bevond was een dunne horizontale lichtstreep te zien, mogelijk toe te schrijven aan microscopisch kleine (elektrostatisch geladen) stofkorreltjes zwevend boven het maanoppervlak. Dit zou ook de verklaring kunnen zijn van verschillende telescopische waarnemingen van een soort mist in maankraters (obscuraties, zie Transient Lunar Phenomena, TLP).

### Mound
Het maanoppervlak rondom de landingsplaats van LM Intrepid had, apart van de relatief grote komvormige Surveyorkcrater en de kleinere kraters die de Snowman uitbeeldden, niet echt veel te bieden. Op enige afstand westwaarts van de maanlander lag er een kleine heuvelachtige verhoging (een mound), die dan ook uitvoerig werd gefotografeerd. De foto's van deze mound zijn verspreid over geheel Magazine 46-Y (zie Apollo Image Atlas, Lunar and Planetary Institute). Foto AS12-46-6793 toont de mound als een opmerkelijk geprononceerd detail aan de westelijke horizon, badend in de Heiligenschijn van het gereflecteerd zonlicht.

### Bench Crater meteorite
Gedurende hun korte verblijf in Mare Insularum en de Snowman hebben beide astronauten van Apollo 12 puur toevallig een piepklein meteoorsteentje kunnen inzamelen (diameter enkele millimeters). Het meteoorsteentje hoort samen met bodemmonster nummer 12037 en bestaat uit koolstof-chondriet. Het werd gevonden in een komvormig kratertje dat de naam Bench Crater kreeg en is het eerste meteoorsteentje dat was ontdekt op een ander hemellichaam dan de aarde.

### Is that all there is?
Zowel CDR Charles Conrad als LMP Alan Bean zaten na hun maanwandelingen met een vervelend gevoel opgescheept dat volgens auteur Andrew Chaikin het best vergeleken kan worden met hetgeen Peggy Lee zong in het nummer Is That All There Is? Dat kwam doordat het maanlandschap rond hun landingsplaats er betrekkelijk eentonig uitzag, apart van de komvormige Surveyor crater en een kleine heuvelachtige mound. Er waren geen grote rotsblokken en geen bergen. Daar zou echter verandering in komen met de wetenschappelijke "J"-missies van Apollo 15 en Apollo 17, die tussen de maanbergen van Hadley en Taurus-Littrow zouden landen. Apollo 16 landde iets ten zuiden van de komvormige krater North Ray waar zich een rotsblok bevond met de afmetingen van een klein appartementsgebouw (House Rock / The Big Black Boulder). Apollo 14 moest het nog steeds stellen met een bergloos (doch enigszins heuvelachtig) landschap dat bezaaid was met kleine en middelgrote rotsblokken en een komvormige krater (Cone crater) die men door gebrek aan oriëntatie nooit te zien kreeg.

## Trans Earth Coast (TEC)

### De maan trilde als een aangeslagen kerkklok
CDR Charles Conrad en LMP Alan Bean lieten op de maan een passief seismisch experiment achter, als onderdeel van het eerste ALSEP-station op het maanoppervlak (Apollo Lunar Surface Experiments Package). De PSE (Passive Seismic Experiment) registreerde het inslaan van de stijgtrap van maanlander Intrepid nadat de driekoppige bemanning terug in het moederschip Yankee Clipper was herenigd. Het resultaat van deze inslag verraste menig wetenschapper daar de maan reageerde als een aangeslagen kerkklok. De vibraties duurden na de inslag 55 minuten.

### Totale zonsverduistering
Gedurende de terugreis naar de aarde (de Trans Earth Coast, TEC) werd een totale zonsverduistering waargenomen en gefotografeerd. Het betrof een zonsverduistering veroorzaakt door de aarde, waardoor de atmosfeer aan de rand van het silhouet van de aardebol oranjegeelkleurig oplichtte. Dit optisch verschijnsel is mede verantwoordelijk voor het opmerkelijk koperrode uitzicht van de totaal verduisterde maan.

## Na de missie

### De losgeraakte 16 mm-filmcamera
Gedurende de splash-down van capsule Yankee Clipper, raakte een 16 mm-filmcamera in het interieur los en kwam terecht op het voorhoofd van LMP Alan Bean. Bean raakte tijdelijk buiten westen en moest zes hechtingen laten aanbrengen.

### Streptococcus mitis
CDR Charles Conrad en LMP Alan Bean hadden tijdens hun bezoek aan Surveyor 3 in de Surveyorkrater de camera ervan losgemaakt en meegenomen naar de aarde om te laten onderzoeken. Het bleek dat een bacterie, Streptococcus mitis, het verblijf op de atmosfeerloze maan had overleefd. Later onderzoek wees echter uit dat deze bacterie evengoed in de camera terechtgekomen kon zijn na de terugkomst ervan op aarde, of zelfs door tussenkomst van de astronauten tijdens de Trans Earth Coast (TEC). De camera was niet 100% hermetisch van de atmosfeer in de LM en CSM afgezonderd en aldus zou de bacterie in de camera terecht zijn gekomen.

### GeenApollo 12-artikel inNational Geographic
In tegenstelling tot het lijvige Apollo 11-artikel dat in National Geographic verscheen, werd niets ondernomen om een artikel te maken rond de missie van Apollo 12. Ook omtrent Apollo 13 verscheen niets. De missies van Apollo 14 tot en met Apollo 17 kregen wel een artikel. Zie NATIONAL GEOGRAPHIC: INDEX 1888-1988.

### Herontdekking van de S-IVB-trap

De baan van J002e3f in 2002–2003

De S-IVB (derde trap) van de voor Apollo 12 gebruikte Saturnus V-raket zweeft nog steeds door de ruimte. In 2002 werd door amateur-astronoom Bill Yeung een planetoïde ontdekt. Na studie met een spectrometer bleek de kleur overeen te komen met die van een Saturnus V-trap. Na terugrekening van de baan is men ervan overtuigd dat het om de derde trap van Apollo 12 gaat die rond 1971 de invloedssfeer van de Aarde verliet en in een baan om de zon geraakte. In 2002 en 2003 vloog de rakettrap enkele malen in een excentrische elliptische baan om de aarde en werd uiteindelijk door de zwaartekracht van de Maan diep de ruimte in geslingerd. De S-IVB heeft de code J002E3 gekregen. Waarschijnlijk zal J002E3 in 2040 weer een baan om de Aarde gaan beschrijven.

## Wetenschappelijke experimenten en aanverwante apparatuur op het maanoppervlak

### SNAP-27 met Plutonium-238
Om het eerste ALSEP-station op het maanoppervlak (Apollo Lunar Surface Experiments Package) van energie te voorzien bracht de maanlander van Apollo 12 nucleaire energie mee naar de maan. 3,8 kilogram Plutonium-238 zat opgeborgen in een SNAP-27-capsule opzij van de daaltrap van de maanlander (SNAP = Systems for Nuclear Auxiliary Power). LMP Alan Bean kreeg de taak om deze nucleaire energiebron in de RTG (Radioisotope Thermoelectric Generator) (Thermo-elektrische radio-isotopengenerator) te plaatsen.

### Apollo Lunar Surface Experiments Package (ALSEP)
ALSEP is een groep wetenschappelijke meettoestellen, achtergelaten op het maanoppervlak. CDR Charles Conrad en LMP Alan Bean stelden de eerste ALSEP op, bestaande uit een centraal ontvangststation en verschillende meettoestellen in de buurt ervan, elk met het station verbonden door middel van kabels. Na Apollo 12 zouden nog vier ALSEP-groepen op het maanoppervlak geplaatst worden (Apollo 14, 15, 16 en 17). Elk van deze ALSEP-groepen seinde gegevens naar de aarde door tot 30 september 1977. De stopzetting van de werking van de ALSEP-groepen werd vanaf de aarde opzettelijk uitgevoerd om budgettaire redenen. Gedurende de actieve jaren van de ALSEP-groepen werden o.a. inslagen van meteorieten geregistreerd, alsook het verschijnsel Lunar Dust Levitation (LDL) of Lunar Dust Migration (LDM). De ALSEP-groep van Apollo 12 bestaat uit de volgende elementen:
- Cold Cathode Ion Gauge (CCIG)
- Lunar Surface Magnetometer (LSM)
- Passive Seismic Experiment (PSE)
- Solar Wind Spectrometer Experiment (SWS)
- Suprathermal Ion Detector Experiment (SIDE)

### Schotelvormige S-bandantenne
Tijdens de missie van Apollo 12 werd niet ver van de maanlander een schotelvormige S-bandantenne opgesteld, rustend op drie dunne poten. Deze antenne zag eruit als een ondersteboven gehouden reusachtige paraplu met een diameter van drie meter. De astronauten moesten de antenne handmatig naar de aarde richten. Dit type antenne werd ook tijdens de missie van Apollo 14 opgesteld. Tijdens de missies van Apollo 15, 16 en 17 werd deze antenne vervangen door een kleiner model dat telkens gemonteerd moest worden op de LRV (Lunar Roving Vehicle, de maanjeep).
- De S-bandantennes van Apollo 12 en Apollo 14 werden omver geblazen tegen het einde van beide missies op het maanoppervlak. Om de werking van de stuurraketjes (RCS – Reaction Control System) aan de stijgtrap van de maanlander te controleren, werden ze systematisch getest en veroorzaakten korte maar hevige windstoten, waarbij ook de vlaggen van posities veranderden. Het moment dat de S-bandantenne van Apollo 12 omver werd geblazen staat vermeld in Eric M. Jones' Apollo Lunar Surface Journal – Apollo 12: Return to orbit, 140:12:53 (ground elapsed time).
- Dankzij de hoge resolutiefoto's van de Lunar Reconnaissance Orbiter (LRO) kunnen de schaduwen van de omver geblazen S-bandantennes gelokaliseerd worden ten opzichte van de daaltrappen van de maanlanders.

### Gnomon
Om te weten hoe hoog de zon stond tijdens het nemen van de Hasselbladfoto's, werd in de buurt van ieder te fotograferen bodemmonster een gnomon geplaatst. Deze gnomon bestond uit drie poten met in het midden een verticale stang die steeds de richting zenit-nadir aanduidde. Op deze stang was tevens een kleine afbeelding van de drie hoofdkleuren rood, groen en ultramarijnblauw te zien, alsook een klein en moeilijk zichtbaar grijstrapje.

### Hand Tool Carrier (HTC)
Apollo 12 was de eerste missie die de HTC (Hand Tool Carrier) meenam naar de maan. Dit toestel diende om werkgerief in onder te brengen en bodemmonsters in op te slaan. De HTC was ook van de partij tijdens de missie van Apollo 14, maar CDR Alan Shepard en LMP Edgar Mitchell beschikten toen ook over de MET (Modularized Equipment Transporter).

### Solar Wind Composition Experiment (SWC)
Net als tijdens de missie van Apollo 11 in juli 1969 werd ook tijdens Apollo 12 een zonnewindcollector opgesteld (een langwerpige rechthoekige folie bestaande uit puur aluminium, opgehangen aan een verticaal staande houder). Deze zonnewindcollector werd 18 uren en 42 minuten aan het directe zonlicht blootgesteld (de zonnewindcollector van Apollo 11 werd slechts 77 minuten blootgesteld). De laatste zonnewindcollector van Apollo 16 in april 1972 werd 45 uren en 5 minuten blootgesteld.

### Apollo Lunar Surface Closeup Camera (ALSCC)
Net als tijdens de missie van Apollo 11 in juli 1969 werd tijdens Apollo 12 een ALSCC gebruikt (een camera om stereoscopische beelden te verkrijgen van kleine stukjes maanoppervlak). In tegenstelling tot de stereobeelden van Apollo 11 (de fijnkorrelige regolithlaag en kleine rotsblokjes) werden tijdens Apollo 12 ook enkele beelden genomen van de afdrukken van de moonboots, waarop te zien is dat de regolithlaag uit een zeer fijn cementachtig poeder bestaat.

## Fotografie en optische verschijnselen

### De enige Hasselbladfoto van een volledige LM tegen de achtergrond van de maan
Foto AS12-51-7501 toont maanlander Intrepid net onder de gekromde maanhorizon en is daarmee de enige Hasselbladfoto die de volledige LM (daaltrap en stijgtrap) toont tegen de achtergrond van het verre maanoppervlak, nog steeds in omloop rond de maan, wachtend tot het moment gekomen is om te landen.

### Camera obscura op de maan

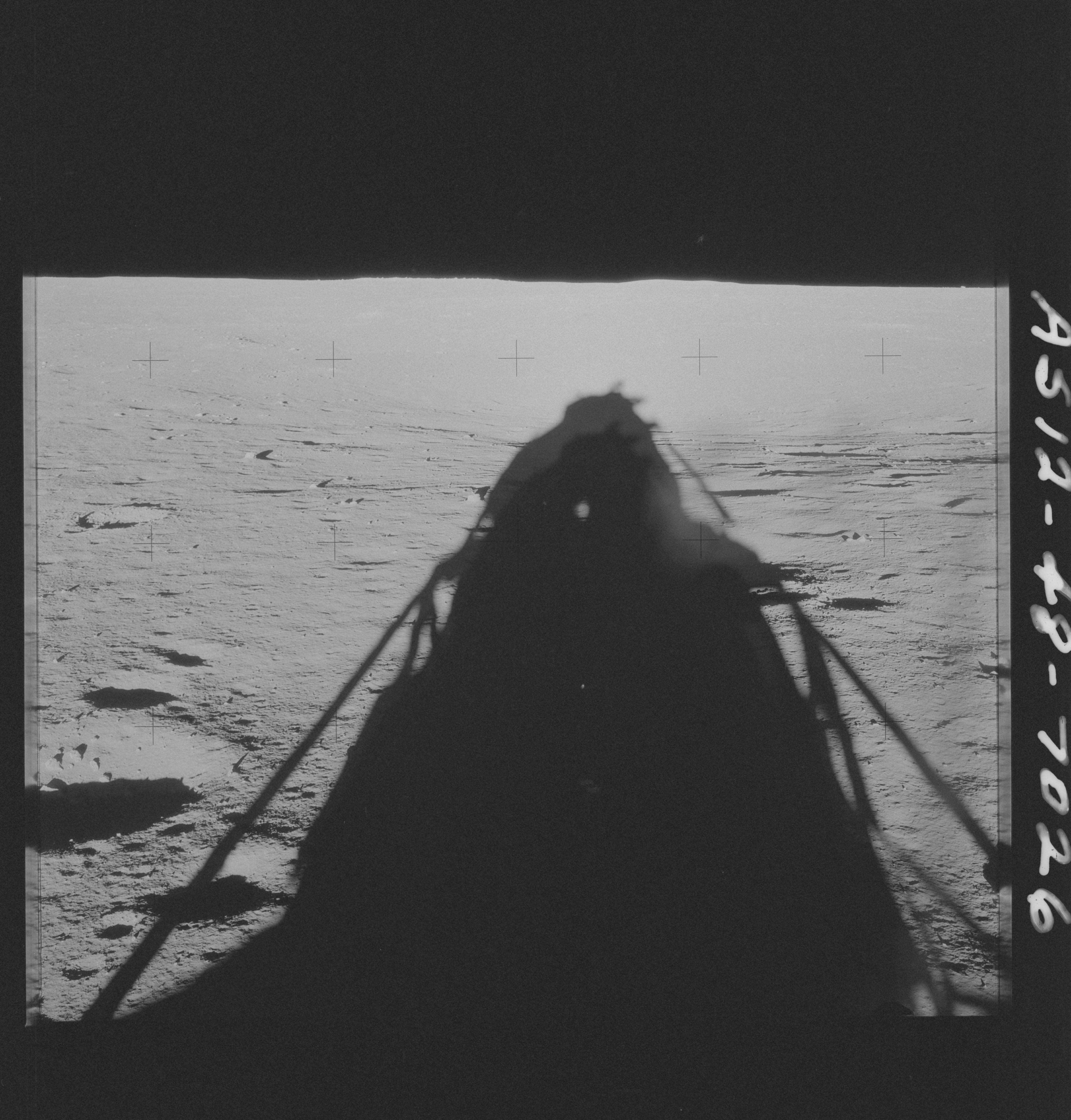
Zonnebeeld in de schaduw van de maanlander van de Apollo 12 missie

Doordat de zon nog laag boven de oostelijke horizon stond toen maanlander Intrepid geland was, tonen de eerste foto's een relatief lange westwaartse schaduw, geworpen door de maanlander. Op foto AS12-48-7026 is iets boven het midden van de schaduw een klein door de zon beschenen stukje van het maanoppervlak te zien. Het zonlicht kon er dus op een bepaalde plaats tussen de stijgtrap en de daaltrap van de maanlander doorheen schijnen. Dit bijna cirkelvormig zonnebeeldje is enkel op de foto's van Apollo 12 te zien. De maanlander van Apollo 12 en de laagstaande zon hadden een optisch verschijnsel veroorzaakt dat bekend staat als Camera obscura (optica).

### Uitstappen!

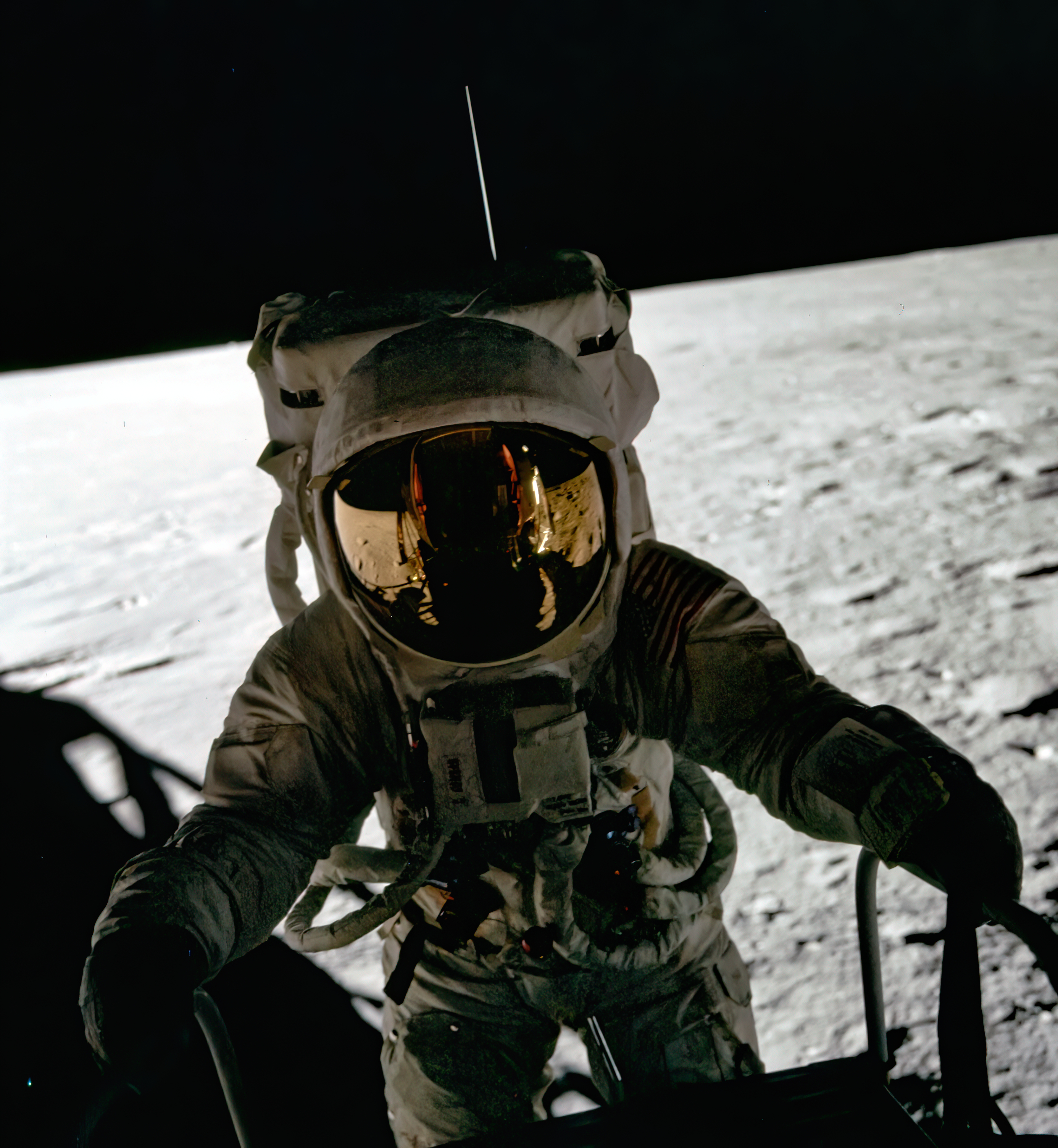
Charles Conrad terwijl hij uitstapt

De enige Hasselbladfoto's van een uitstappende astronaut gezien vanuit het interieur van een Apollo-maanlander werden gemaakt tijdens de missie van Apollo 12. Op deze vier foto's, genomen door LMP Alan Bean, is CDR Charles Conrad in close-up te zien terwijl hij zich vasthoudt aan de bovenste boogvormige uiteinden opzij van de porch. Deze foto's zijn AS12-46-6715, 6716, 6717 en 6718.

### Kleurenfoto's met verreSurveyor 3in beschaduwd deel van Surveyorkrater
Hoewel in deze foto's Surveyor 3 moeilijk zichtbaar is, kan er toch iets van de door de astronauten vermelde karamelachtige of lichtbruinachtige kleur van deze lander worden opgemerkt. Het betreft de panoramafoto's die genomen zijn vanaf LM Intrepid, tegen de zon in, met de verre Surveyor 3 reeds gedeeltelijk door het zonlicht beschenen terwijl de oostelijke binnenhelling van de Surveyorkrater zich nog grotendeels in de schaduw bevond. Deze foto's zijn AS12-46-6740, 6741, 6746, 6769, AS12-47-6948, 6949, 6968, 6969, 6992, 6993, 6994.

### Gezichtsbedrog in Surveyorkrater
CDR Charles Conrad en LMP Alan Bean hadden, vanaf de landingsplaats gezien, de indruk dat de gedeeltelijk beschaduwde oostelijke binnenhelling van de Surveyorkrater er vrij steil uitzag en vreesden dan ook dat ze naar beneden zouden glijden als ze de Surveyor hadden bereikt. De merkwaardige schaduwwerking (clair-obscur) op de maan was verantwoordelijk voor een trompe-l'oeileffect, zoals dat tijdens de missie van Apollo 15 ook het geval was met de klifachtige berg Silver Spur. De binnenhellingen van Surveyorkrater waren niet zo steil maar eerder glooiend.

### Lange schaduwen

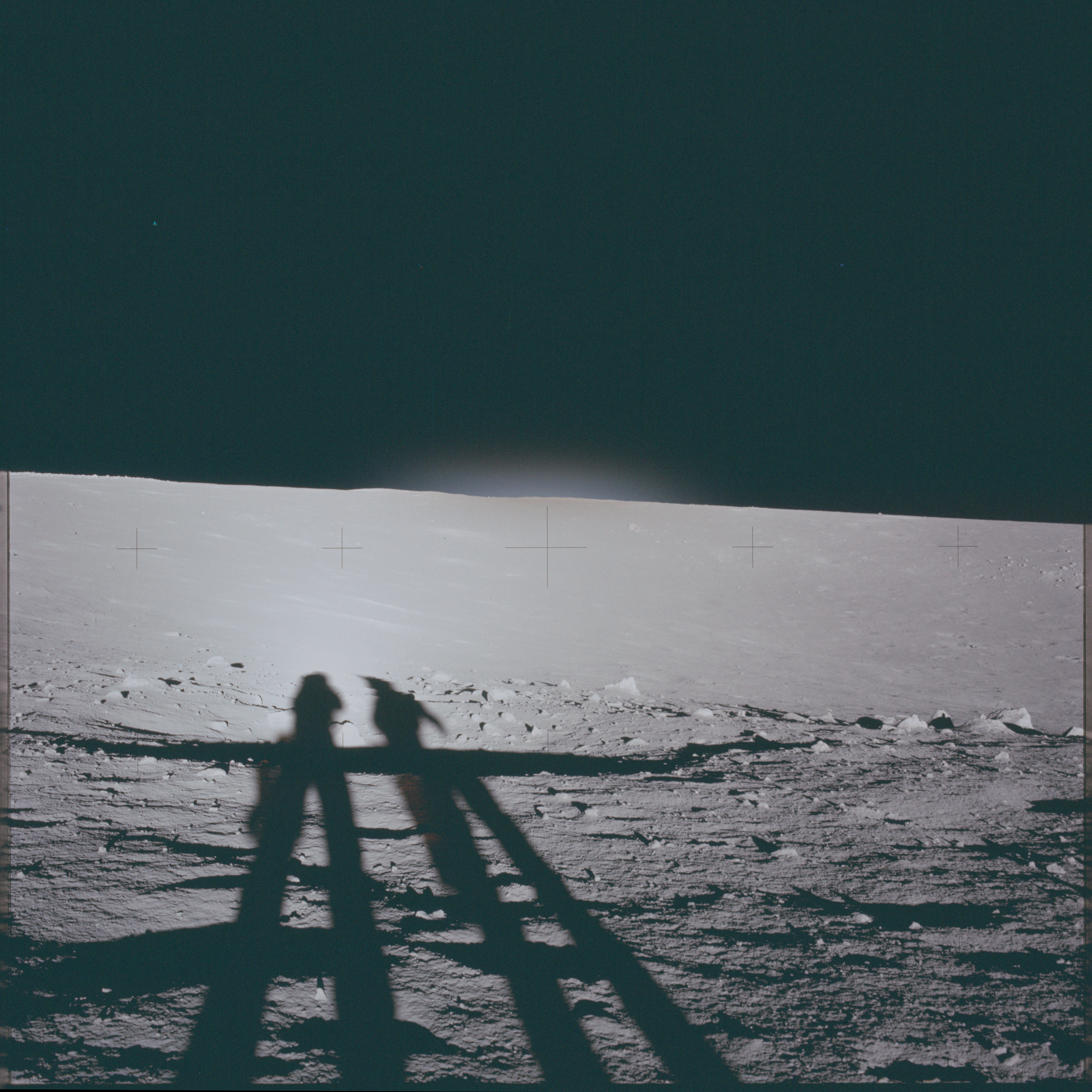

Kenmerkend voor de foto's van Apollo 12 zijn de lange schaduwen die geworpen waren door CDR Charles Conrad en LMP Alan Bean. Foto's AS12-46-6841 en 6842 tonen de schaduwen van beide astronauten in een ondiepe krater nabij het ALSEP-station. De blauwgrijze gloed boven de horizon is een secundair optisch verschijnsel veroorzaakt door condensvorming in het lenzenstelsel van de Hasselbladcamera.

### Detailrijkste en kunstzinnigste foto's van astronauten op de maan
Portretfotografie was eigen aan de missie van Apollo 12. CDR Charles Conrad en LMP Alan Bean maakten op de maan bijzonder detailrijke en kunstzinnige zwart-witportretten van elkaar. De detailrijkste close-up is foto AS12-49-7278 met de spiegelreflectie van fotograaf Charles Conrad in het goudvizier van Alan Bean.

## Orbitale maanfotografie

### Foto's van de landingsplaats vanApollo 16(North Ray crater / South Ray crater)
Gedurende de equatoriale missies van Apollo 12 en Apollo 14 werden hele reeksen orbitale foto's genomen van twee relatief kleine stralenkraters ten noorden van de krater Descartes. Te midden van deze twee stralenkraters landden in april 1972 commandant John Young en maanlanderpiloot Charles Duke de maanlander Orion van Apollo 16.

### Foto's van westelijke oppervlakteformaties
Apollo 12 was de eerste bemande missie waarbij het westelijk halfrond van de naar de aarde toegekeerde kant van de maan werd gefotografeerd. Het gefotografeerde gebied was dan wel beperkt tot de equatoriale zone, maar verschillende noordwaarts en zuidwaarts genomen foto's tonen bekende en geprononceerde westelijke oppervlakteformaties:
- Alpetragius (met de opvallende centrale piek Egg-in-a-Nest): AS12-51-7579, 7580.
- Alpetragius B (Hugh Percy Wilkins' Garcia-Gomez): AS12-51-7476.
- Alphonsus: AS12-51-7579, 7580 (Alphonsus is de krater waar in 1958 een Transient Lunar Phenomenon (TLP) werd waargenomen door Nikolai Kozyrev, en waar in 1965 Ranger 9 was ingeslagen).
- Ammonius (de opvallende komvormige krater in de walvlakte Ptolemaeus, ooit bekend als Ptolemaeus A, alsook H.P. Wilkins' Lyot): AS12-51-7473, 7506, 7507, AS12-56B-8379, 8380.
- Arzachel: AS12-51-7579, 7580.
- Birt: AS12-51-7476 t.e.m. 7479 (in deze vier foto's is krater Birt nog net merkbaar pal op de horizon, 22° Zuid).
- Catena Davy (in Davy Y): AS12-51-7485, 7515 (Catena Davy; de kraterrij nabij Davy, is mogelijks veroorzaakt door de inslag van een uiteengereten komeetkern of planetoïde, te vergelijken met de uiteengereten Komeet Shoemaker-Levy 9 die in 1994 in de atmosfeer van Jupiter terechtkwam). Davy Y was een van de mogelijke landingsplaatsen voor de geplande  wetenschappelijke missies van Apollo 18, 19 en 20 (die niet doorgingen). Zie ook Lunar Topographic Orthophotomap 77D1 (LTO-77D1, Davy), alsook Lunar Topophotomap 77D1S1(10) die een fragment toont van Catena Davy, met daarin de kratertjes Alan, Delia, Harold, Osman, Priscilla, en Susan. Deze voornamen werden gegeven na het beëindigen van het Apolloprogramma, op gedetailleerde kaarten gemaakt aan de hand van orbitale hogeresolutiefoto's genomen tijdens de drie wetenschappelijke missies van Apollo 15, Apollo 16, en Apollo 17.
- Copernicus: AS12-51-7516, 7517, 7541, 7542, AS12-52-7735, 7738, 7739, 7740. Copernicus was een van de mogelijke landingsplaatsen voor de geplande  wetenschappelijke missies van Apollo 18, 19 en 20 (die niet doorgingen).
- Davy: AS12-51-7477, 7478, 7515.
- Encke (met de drieledige krater Encke M net ten oosten van Encke zelf): AS12-51-7547, 7550, 7551.
- Eratosthenes: AS12-50-7433.
- Fauth: AS12-52-7739 (met Copernicus nabij de horizon).
- Flammarion: AS12-50-7431, 7432, 7435.
- Flamsteed: AS12-52-7749. Ten noordnoordoosten van Flamsteed landde in 1966 Surveyor 1, de eerste onbemande maanlander van de Verenigde Staten. Surveyor 1 kwam terecht binnen de ringvormige overblijfselen van hetgeen ooit een geprononceerde krater met een diameter van 100 kilometer was, maar die door de sterk verweerde toestand ervan de benaming Flamsteed P kreeg.
- Fra Mauro: AS12-52-7595 (met de landingsplaats van Apollo 14 ten noorden van Fra Mauro).
- Gambart: AS12-50-7436, 7437, 7438, 7439, AS12-52-7736.
- Herschel: AS12-50-7431, 7432, 7435, AS12-51-7506, 7507, AS12-54-8069, 8070.
- Kepler: AS12-52-7745, 7747.
- Kundt (Guericke C in het noordelijkste gedeelte van Mare Nubium): AS12-51-7515.
- Kunowsky: AS12-51-7548, AS12-52-7746.
- Lalande: AS12-50-7435, AS12-54-8075, 8076, 8077.
- Lalande A (Felix Chemla Lamech's Rodes): AS12-50-7435, AS12-56B-8388, 8389.
- Lansberg: AS12-51-7531, 7532, 7537, 7538, AS12-54-8093, 8094, 8095.
- Lansberg C (Felix Chemla Lamech's Rudaux): AS12-54-8095, 8096, 8097.
- Lassell: AS12-51-7476 t.e.m. 7479.
- Macmillan (Archimedes F) (24° noord): AS12-50-7433 (met Eratosthenes als blikvanger).
- Marius: AS12-52-7757. Het onregelmatige gebied vol koepelheuvels in de buurt van Marius was een van de mogelijke landingsplaatsen voor de geplande  wetenschappelijke missies van Apollo 18, 19 en 20 (die niet doorgingen).
- Milichius: AS12-51-7572 (met de bekende koepelheuvel Milichius π net ten westen van Milichius zelf), AS12-52-7741, 7742, 7743.
- Montes Apenninus: AS12-50-7434 (met Sinus Aestuum in de voorgrond).
- Mösting: AS12-50-7435.
- Mösting A (het referentiepunt van vroegere coördinatenstelsels en een van de kraters met relatief hoog Albedo): AS12-51-7506, 7507.
- Palisa: AS12-50-7435, AS12-51-7515.
- Parry: AS12-51-7482, 7483.
- Ptolemaeus: AS12-50-7431, 7432, 7435, AS12-51-7506, 7507, AS12-56B-8378 t.e.m. 8382.
- Reiner: AS12-52-7756, 7758, AS12-55-8121, 8122, 8123 (ochtendterminator op 57° tot 58° west).
- Reinhold: AS12-47-6875, 6876 (met Copernicus nabij de horizon), AS12-51-7543.
- Sinus Aestuum: AS12-50-7434 (met Montes Apenninus nabij de horizon).
- Spörer: AS12-50-7431, 7432, 7435.
- Suess: AS12-52-7752, 7753.
- Tolansky (Parry A): AS12-51-7481, 7482, 7483.
- Turner: AS12-50-7436, 7437, 7438, 7439.
- Wallace: AS12-50-7433 (met Eratosthenes als blikvanger).

## Foto's van de missie

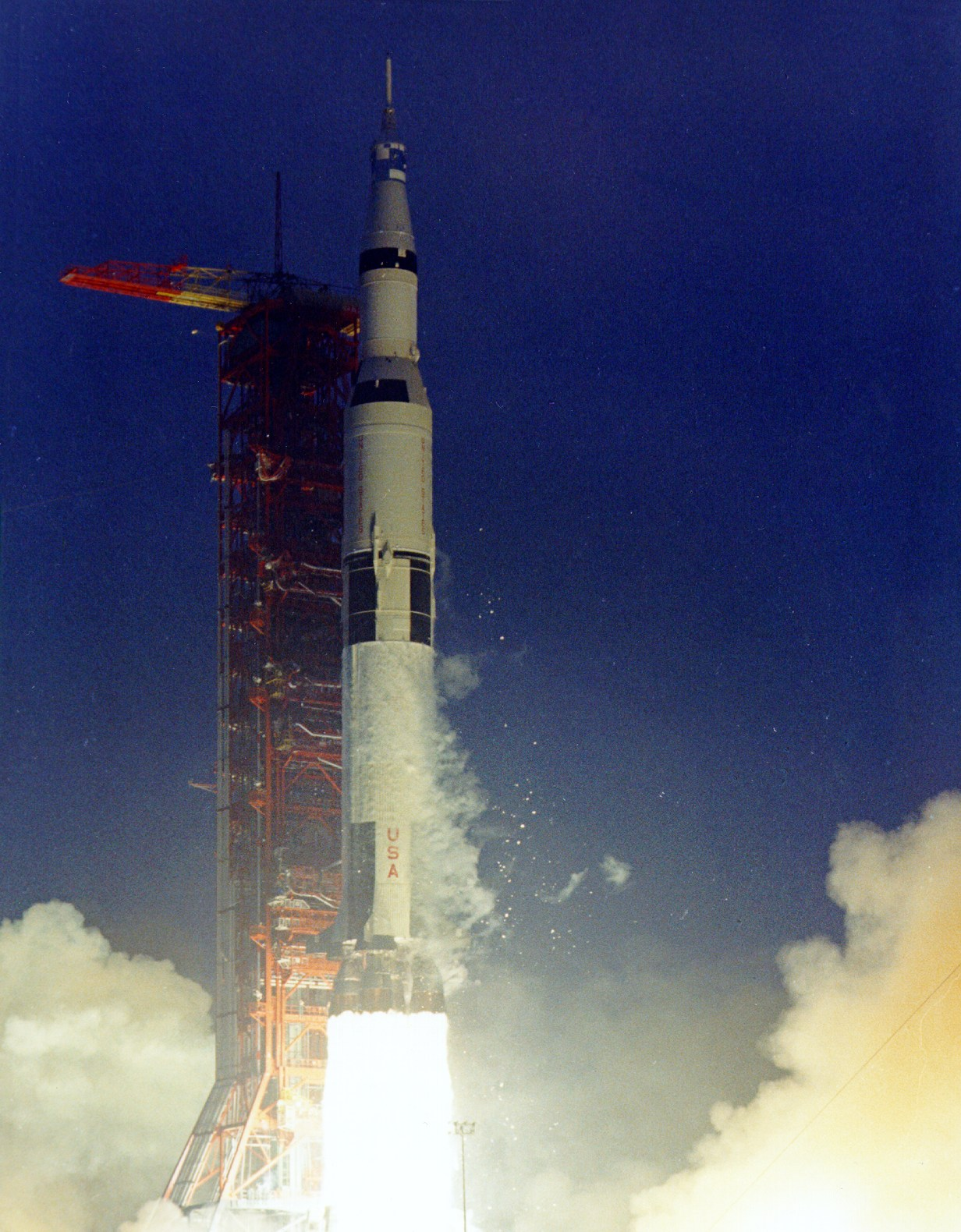
Lancering van Apollo 12 (NASA)
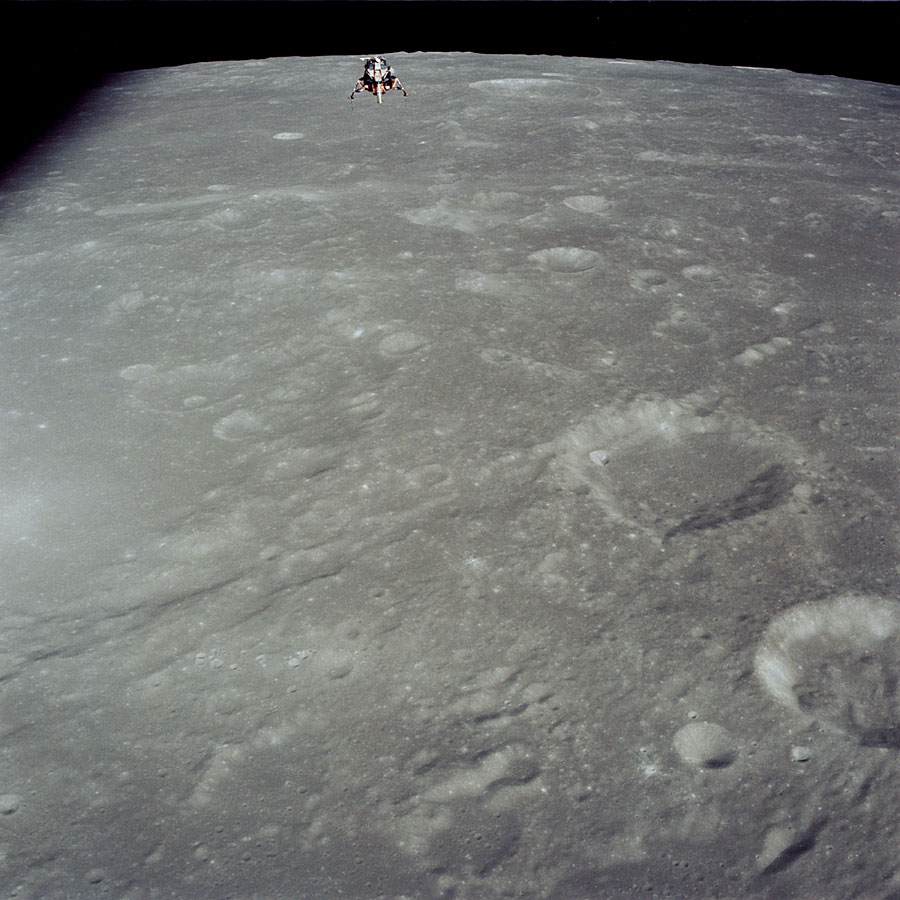
Maanlander van Apollo 12 (NASA)
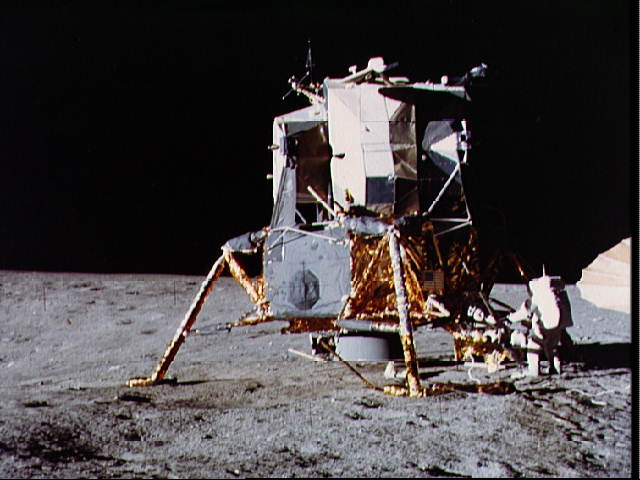
Maanlander van Apollo 12 (NASA)
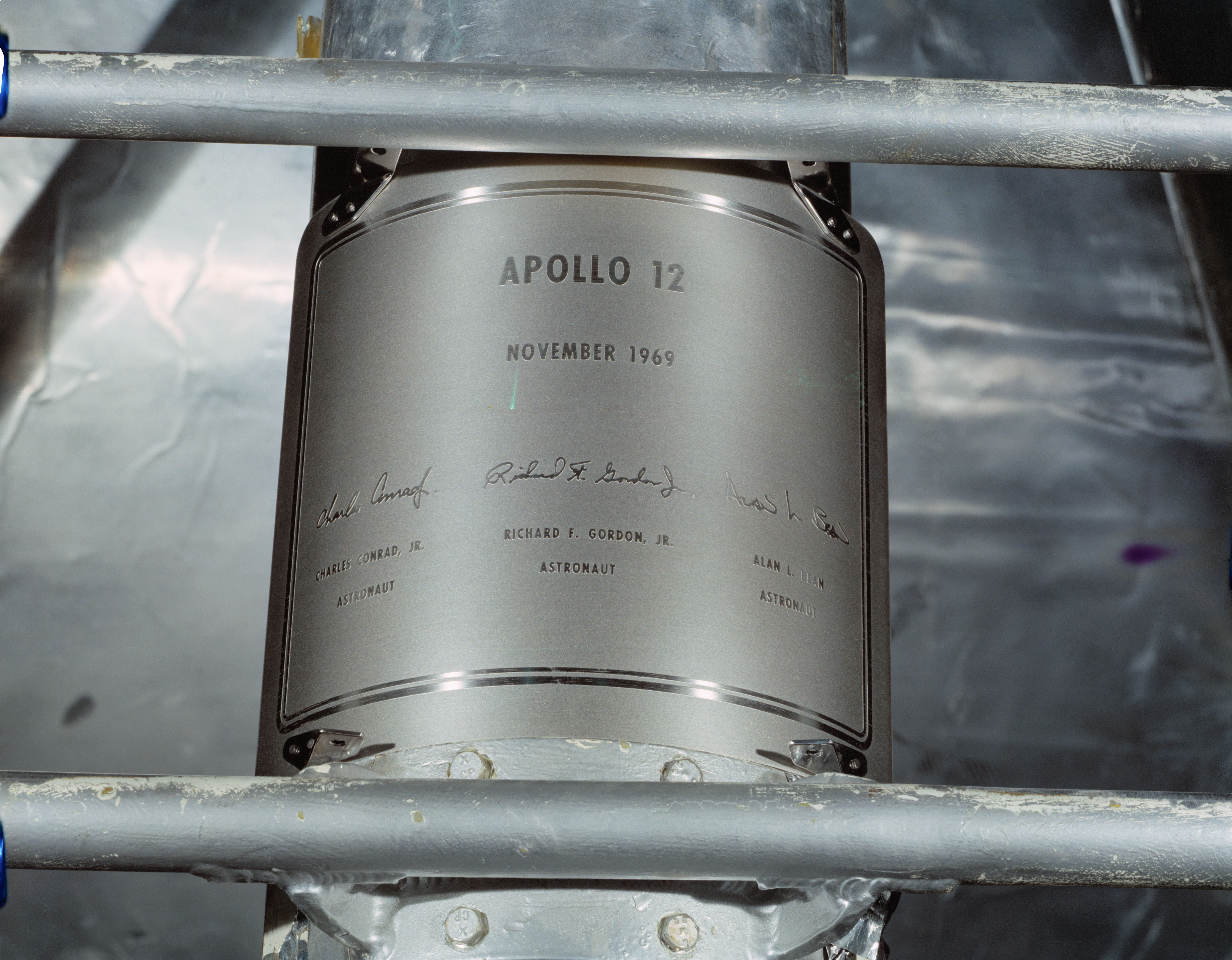
Gedenkteken aan ladder van LM Intrepid (NASA)
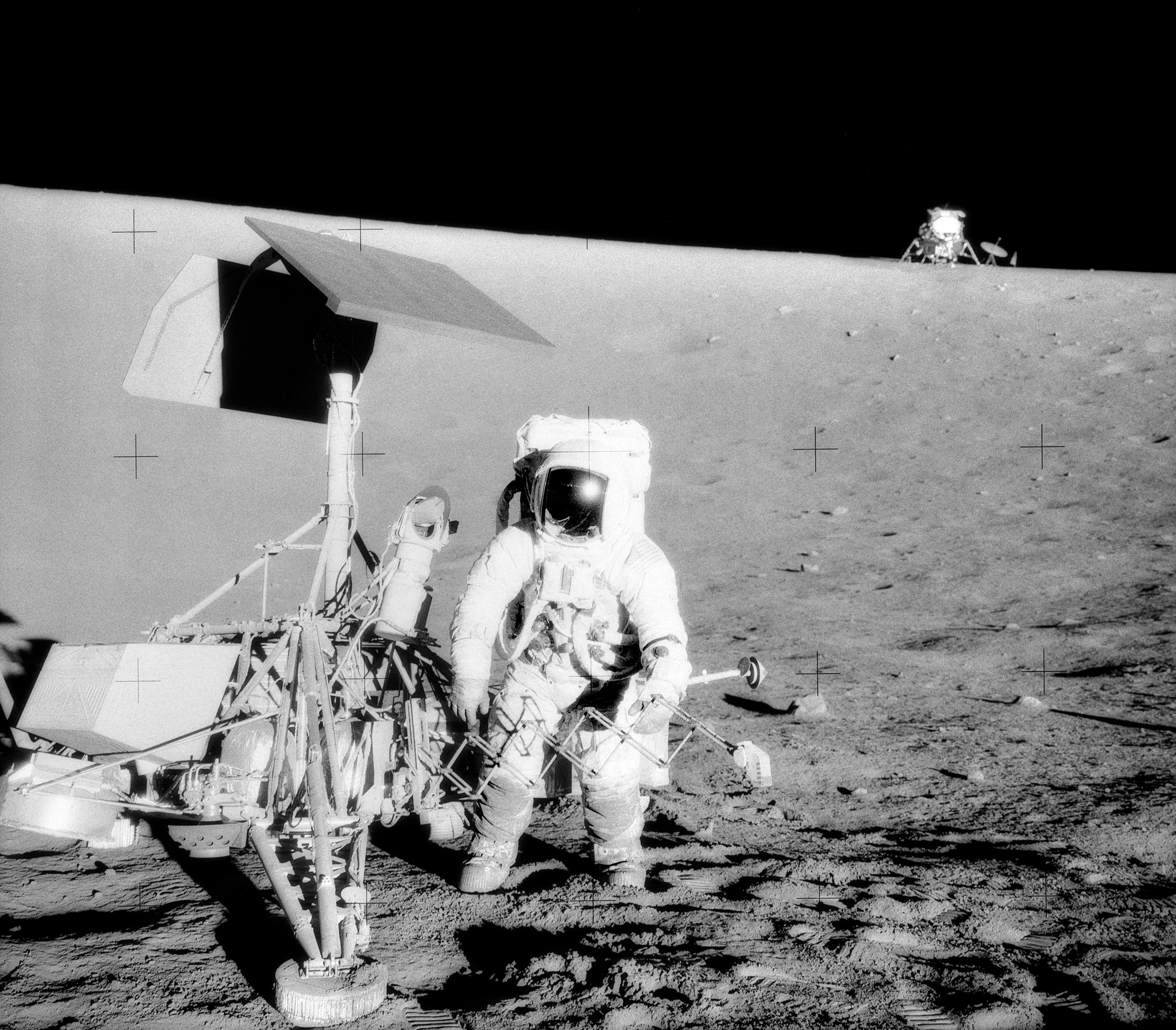
Conrad bij Surveyor 3, met op de achtergrond LM Intrepid (NASA)
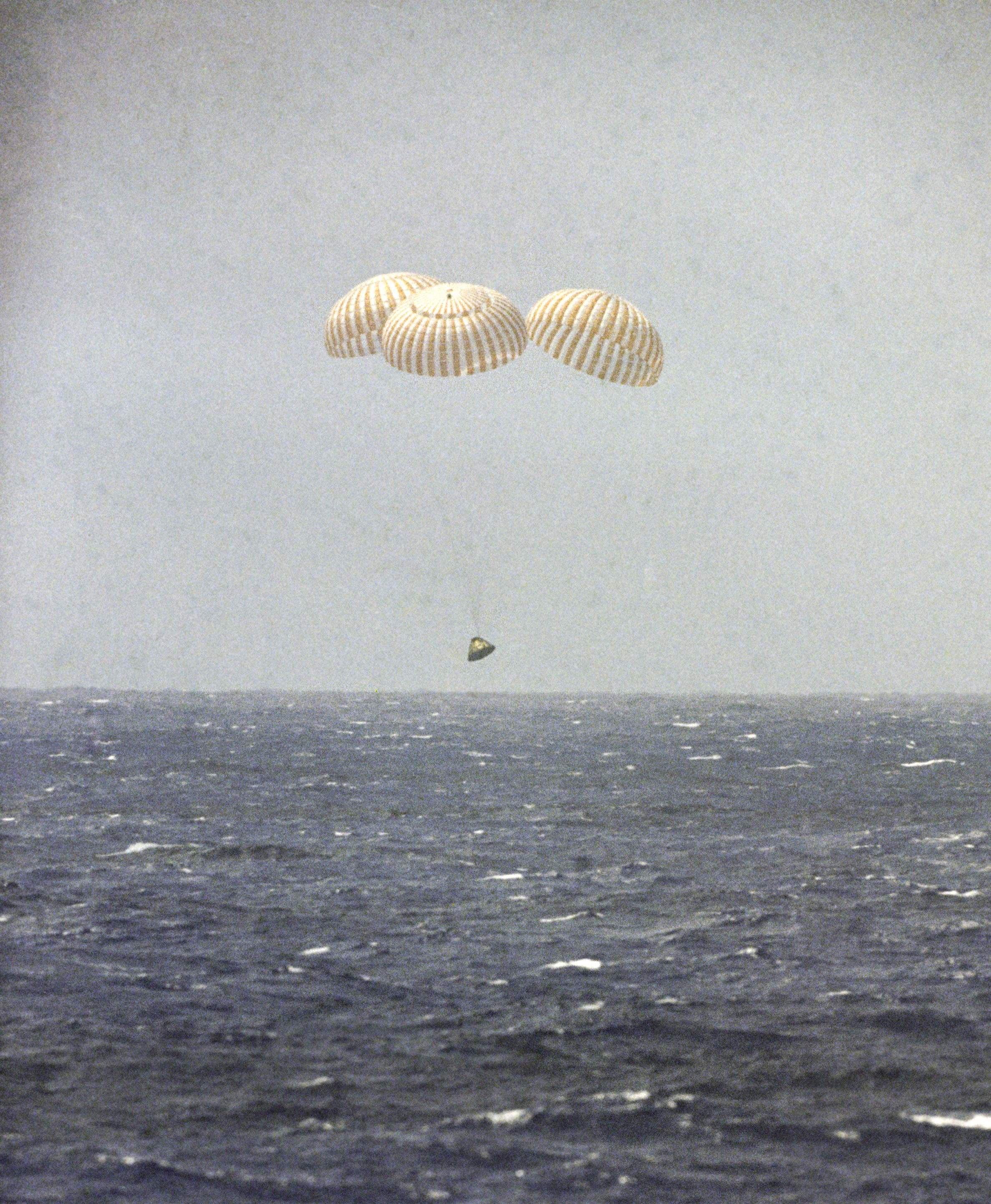
Apollo 12-capsule Yankee Clipper (NASA)
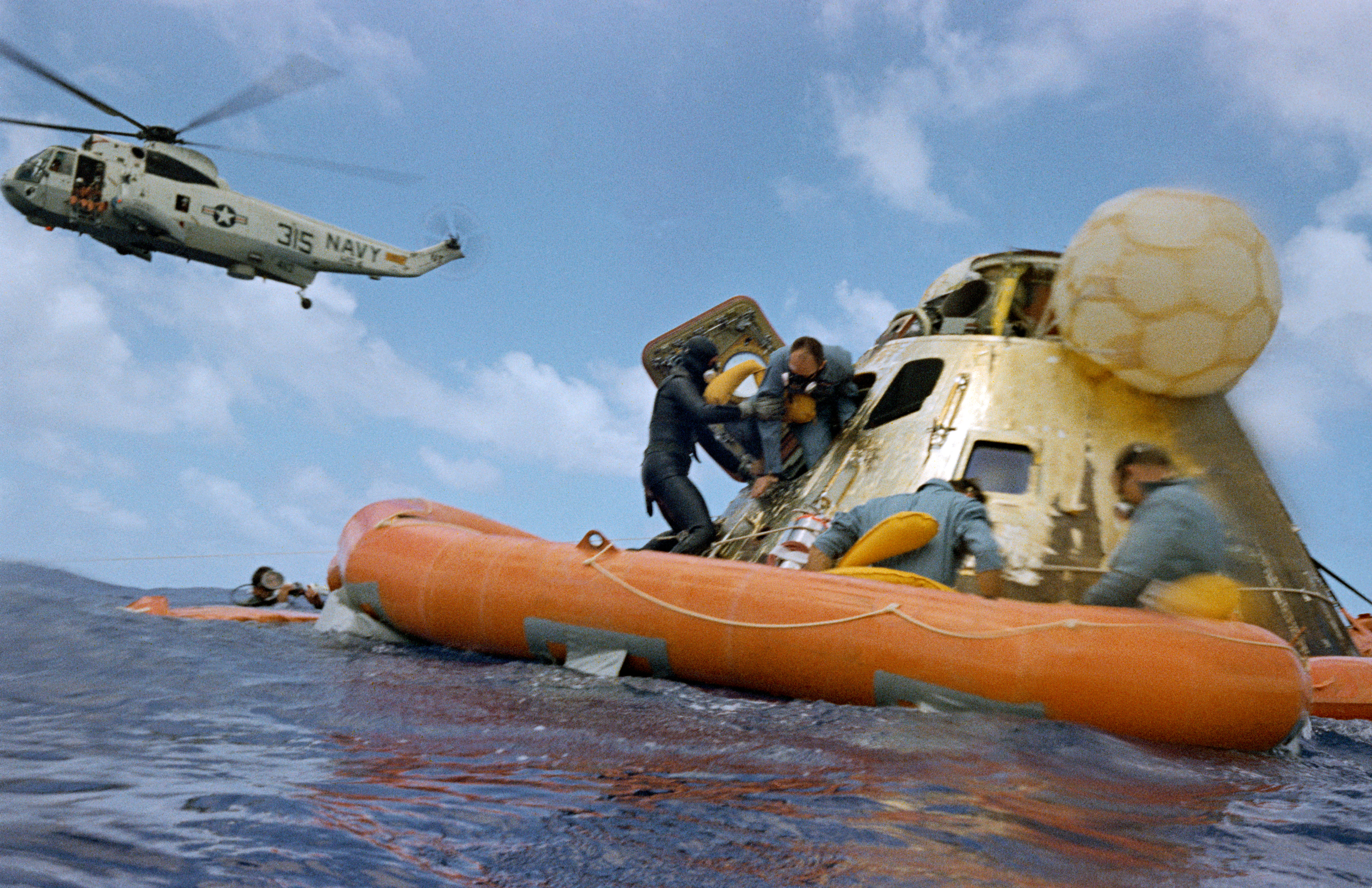
Apollo 12-capsule in de Stille oceaan (NASA)

|  |

## Online fotoreeksenApollo 12
Alle 70 mm-Hasselbladfoto's genomen tijdens de missie van Apollo 12 kunnen geraadpleegd worden via de website van de LPI (Lunar and Planetary Institute) en wel in de overzichtelijke deelsite Apollo Image Atlas:
- https://www.lpi.usra.edu/resources/apollo/catalog/70mm/mission/?12

Betere HR-scans (Hoge Resolutie scans) van alle Hasselbladfoto's genomen rond de landingsplaats van Apollo 12 kunnen bekeken worden via de website van Kipp Teague (The Project Apollo Archive):
- http://www.apolloarchive.com/apollo_gallery.html (zie: Full Hasselblad magazines).

Stereoscopische foto's van de ALSCC (Apollo Lunar Surface Closeup Camera) van Apollo 12 zijn eveneens online in de website van de LPI (Lunar and Planetary Institute), in de deelsite Apollo Image Atlas:
- https://www.lpi.usra.edu/resources/apollo/catalog/alscc/magazine/?57